# Rodney Leinhardt
Rodney Leinhardt (Rutherford, 1 de janeiro de 1971) é um lutador de wrestling profissional estadunidense, mais conhecido simplesmente como Rodney, por suas aparições na World Wrestling Federation (WWF). Ele luta atualmente no circuito independente como RodRageous.

## Carreira
Leinhardt treinou com Tom Prichard e estreou em 1998. No ano seguinte, foi contratado pela World Wrestling Federation (WWF) com seu amigo Pete Gas. Lienhardt (sob o nome "Rodney") e Gas eram amigos de infância de Shane McMahon, filho do dono da WWF Vince McMahon, e foram colocados em um grupo. Eles estrearam na WWF em 22 de março de 1999, no Raw is War como "Mean Street Posse", e começaram a auxiliar Shane em sua rivalidade com Test, ajudando-o a manter o European Championship. Joey Abs se uniu a facção três meses depois. Shane eventualmente tornou-se um mocinho, deixando o grupo e rivalizando com os membros da Posse antes de deixar a televisão.
A Posse participou de uma battle royal de duplas por uma luta pelo WWF World Tag Team Championship no Armageddon de 1999, e conquistou vantagem ao trocar de participantes pelas costas do árbitro. Mesmo assim, eles foram os primeiros eliminados.
No início de 2000, a Posse tentou derrotar, diversas vezes, Crash Holly pelo WWF Hardcore Championship, atacando o campeão em um aeroporto, um circo e em seu quarto de hotel. No WrestleMania 2000, o trio participou de uma battle royal hardcore pelo Hardcore Championship. Lienhardt derrotou Funaki para ganhar o título, mas foi derrotado por Abs apenas 14 segundos depois. Em um episódio do Sunday Night Heat, Edge e Christian tornaram-se managers da Mean Street Posse. Eles os acompanharam ao ringue durante sua luta pelo WWF World Tag Team Championships contra os Hardy Boyz, ajudando a Posse sob a promessa que teriam uma chance pelo título caso estes vencessem. No entanto, os Hardys venceram a luta.

## No wrestling
- Movimentos de finalização
  - Diving neckbreaker

- Movimentos secundários
  - Moonsault

- Managers
  - Edge e Christian
  - Shane McMahon
  - Terri Runnels

## Títulos e prêmios
- Memphis Championship Wrestling
  - MCW Southern Tag Team Championship (2 vezes) - com Pete Gas

- Memphis Power-Pro Wrestling
  - MPPW Television Championship (2 vezes)

- Pro Wrestling Illustrated
  - PWI o colocou na #219ª posição dos 500 melhores lutadores individuais em 2001

- World Wrestling Federation
  - WWF Hardcore Championship (1 vez)